# Lista de vice-governadores do Espírito Santo
Esta é uma lista de vice-governadores do estado do Espírito Santo no pós-Estado Novo.
| Ordem | Lista de vice-governadores do Espírito Santo | Início do seu mandato  | Fim do seu mandato    | Cidade onde nasceu      | Unidade federativa | Notas de rodapé | Referências |
| 01    | José Rodrigues Sette                         | 30 de novembro de 1947 | 31 de janeiro de 1951 | Cabo de Santo Agostinho | Pernambuco         |                 |             |
| 02    | Francisco Alves Ataíde                       | 31 de janeiro de 1951  | 31 de janeiro de 1955 | Cachoeiro de Itapemirim | Espírito Santo     |                 |             |
| 03    | Adwalter Ribeiro Soares                      | 31 de janeiro de 1955  | 31 de janeiro de 1959 |                         |                    |                 |             |
| 04    | Raul Giuberti                                | 31 de janeiro de 1959  | 6 de julho de 1962    | Colatina                | Espírito Santo     | [ nota 1 ]      | [ 1 ]       |
| 05    | Rubens Rangel                                | 31 de janeiro de 1963  | 5 de abril de 1966    | São Fidélis             | Rio de Janeiro     | [ nota 2 ]      | [ 2 ]       |
| 06    | Isaac Lopes Rubim                            | 31 de janeiro de 1967  | 15 de março de 1971   |                         |                    |                 |             |
| 07    | Henrique Pretti                              | 15 de março de 1971    | 31 de janeiro de 1975 | Santa Teresa            | Espírito Santo     | [ nota 3 ]      | [ 3 ]       |
| 08    | Carlos Alberto Lindenberg von Schilgen       | 15 de março de 1975    | 15 de março de 1979   | Vitória                 | Espírito Santo     |                 |             |
| 09    | José Carlos Fonseca                          | 15 de março de 1979    | 31 de janeiro de 1983 | São José do Calçado     | Espírito Santo     |                 | [ 4 ]       |
| 10    | José Moraes                                  | 15 de março de 1983    | 14 de maio de 1986    | Alegre                  | Espírito Santo     | [ nota 4 ]      |             |
| 11    | Carlos Alberto Batista da Cunha              | 15 de março de 1987    | 15 de março de 1991   |                         |                    |                 |             |
| 12    | Adelson Antônio Salvador                     | 15 de março de 1991    | 1º de janeiro de 1995 | Colatina                | Espírito Santo     |                 |             |
| 13    | José Renato Casagrande                       | 1º de janeiro de 1995  | 1º de janeiro de 1999 | Castelo                 | Espírito Santo     |                 | [ 5 ] [ 6 ] |
| 14    | Celso José Vasconcelos                       | 1º de janeiro de 1999  | 1º de janeiro de 2003 |                         |                    |                 |             |
| 15    | Wellington Coimbra                           | 1º de janeiro de 2003  | 1º de janeiro de 2007 | Vitória                 | Espírito Santo     |                 | [ 7 ]       |
| 16    | Ricardo de Rezende Ferraço                   | 1º de janeiro de 2007  | 1º de janeiro de 2011 | Cachoeiro de Itapemirim | Espírito Santo     |                 | [ 8 ] [ 9 ] |
| 17    | Givaldo Vieira da Silva                      | 1º de janeiro de 2011  | 1º de janeiro de 2015 | Laranja da Terra        | Espírito Santo     |                 | [ 10 ]      |
| 18    | César Roberto Colnago                        | 1º de janeiro de 2015  | 1º de janeiro de 2019 | Itarana                 | Espírito Santo     | [ nota 5 ]      | [ 11 ]      |
| 19    | Jacqueline Moraes da Silva                   | 1º de janeiro de 2019  | 1º de janeiro de 2023 | Duque de Caxias         | Rio de Janeiro     |                 | [ 12 ]      |
| 20    | Ricardo de Rezende Ferraço                   | 1º de janeiro de 2023  | em exercício          | Cachoeiro de Itapemirim | Espírito Santo     |                 |             |

Legenda
| Cor     | Significado                                                                                 |
| Verde   | Mandatários eleitos por votação direta ou indireta (por escolha da Assembleia Legislativa). |
| Amarelo | Mandatários eleitos indiretamente segundo as regras do Regime Militar de 1964.              |